# ناحیه وحشی با تنوع زیستی بالا
ناحیه وحشی با تنوع زیستی بالا (به انگلیسی: High-Biodiversity Wilderness Area (HBWA))، شرحی است بر طبقه‌بندی منطقه حفاظت‌شده IUCN از یک منطقه وحشی (رده Ib)، که پنج منطقه بیابانی گسترده با سطح بسیار انبوه و مهم تنوع زیستی را ترسیم می‌کند. این طبقه‌بندی فرعی ابتکار سازمان بین‌المللی حفاظت در سال ۲۰۰۳ برای شناسایی مناطقی بود که حداقل ۷۰ درصد از پوشش گیاهی اولیه آن‌ها دست نخورده باقی مانده‌است تا اطمینان حاصل شود که از این موضوع حفاظت می‌شود و این مناطق به کانون‌های داغ تنوع زیستی تبدیل نمی‌شوند. در حال حاضر مناطقی که به عنوان HBWA فهرست شده‌اند عبارتند از:
- حوضه آمازون، برزیل
- حوضه کنگو، جمهوری دموکراتیک کنگو
- گینه نو، اندونزی و پاپوآ گینه نو
- بیابان‌های آمریکای شمالی، جنوب غربی ایالات متحده و مکزیک
- جنگل‌های میومبو-موپان و ساواناس، زامبیا